# Fotografía estenopeica
Se conoce como fotografía estenopeica a la técnica mediante la cual se obtienen fotografías y negativos sin prácticamente nada de equipo. Se realiza con una cámara estenopeica, una de las cámaras fotográficas más sencillas, dotada de película fotográfica y una lámina dotada de un agujero del grosor de una aguja. A este agujero se le denomina estenopo y da nombre a la técnica. En inglés se lo denomina pinhole (agujero de aguja).
Es una de las primeras técnicas utilizadas en el ámbito de la fotografía. Sin embargo, aún es practicada esporádicamente tanto por fotógrafos profesionales como por aficionados a la fotografía y a la fotografía artística. Es utilizada sobre todo en esta última por las imágenes borrosas, muchas veces desenfocadas y únicas que se obtienen mediante ella. 

## Características de la fotografía estenopeica
La característica principal de las imágenes obtenidas mediante este método es la profundidad de campo infinita. Esto significa que en la fotografía resultante se ve claramente cualquier punto sin necesidad de ningún encuadre especial, como tendría que aplicarse al usar cualquier objetivo de equipo profesional.
El proceso de obtención de imágenes perfectas es tecnificado con la introducción de fórmulas para distancias focales entre el estenopo y el diámetro del estenopo, convirtiéndola en un género único de carácter rústico e independiente dentro de la fotografía, aunque no muy conocido ni totalmente aceptado por la manera tan simple por la cual se obtienen las imágenes.

## Cámaras utilizadas

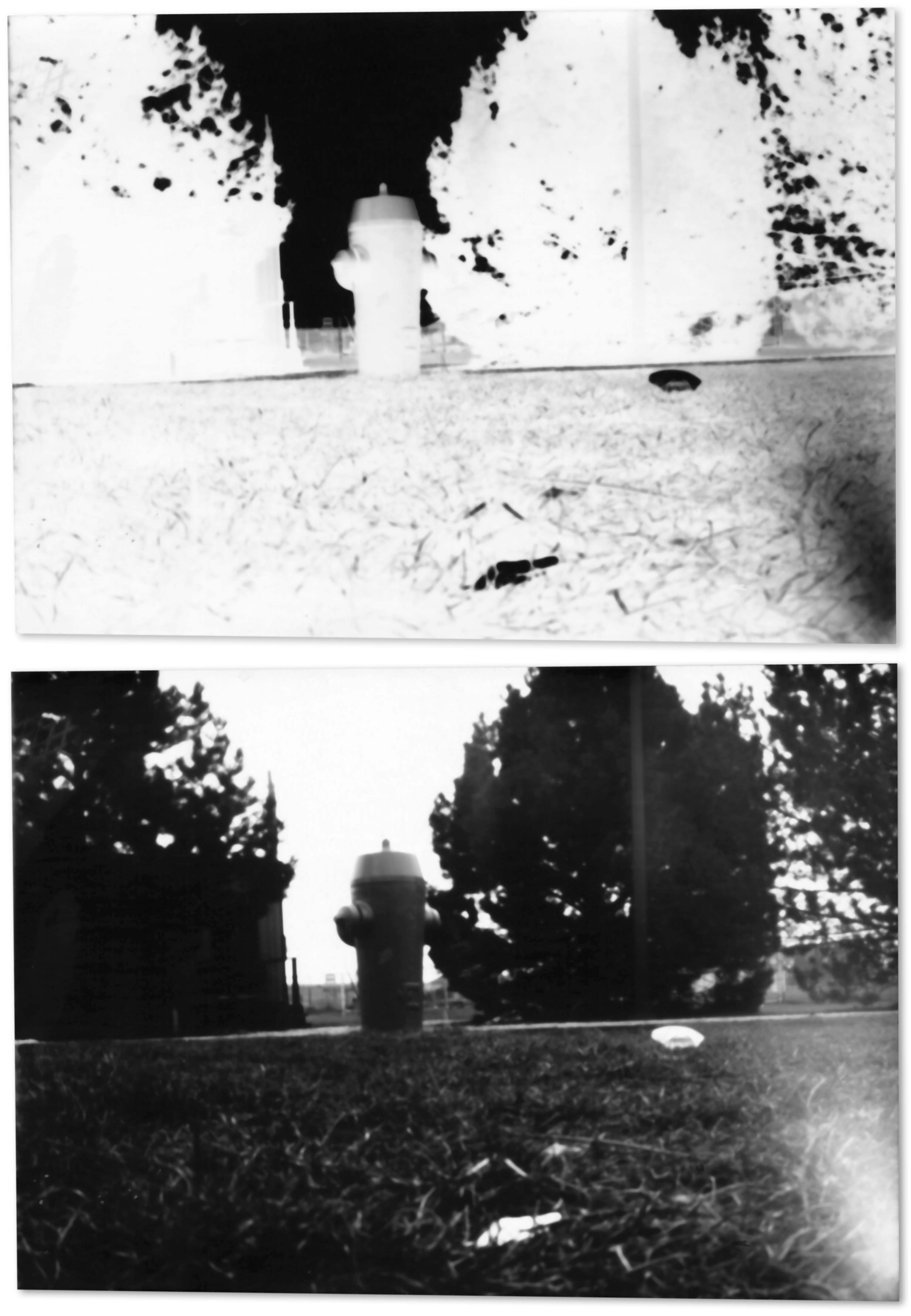
Una boca de incendios fotografiada con una cámara estenopeica hecha con una caja de zapatos, expuesta directamente sobre papel fotográfico para crear la imagen en negativo (arriba). La duración de la exposición fue de 40 a 90 segundos. La imagen positiva se creó digitalmente a partir de un escaneo de la imagen en negativo. Se observan destellos en la esquina inferior derecha de la imagen, probablemente debido a la luz externa que ingresa a la caja de la cámara.

Los fotógrafos aficionados a esta técnica generalmente construyen su propia cámara estenopeica, utilizando desde simples cajas de cartón y latas de alimentos hasta la modificación de equipos profesionales como las cámaras réflex o cámaras de fuelle, sustituyendo las lentes por placas con un estenopo. La película fotográfica o papel sensible a la luz tienen que estar ubicados en la cara opuesta al estenopo, sujetos con cinta adhesiva. Se colocan dentro de la caja en un cuarto oscuro, el cual puede estar iluminado por una luz de seguridad, que generalmente es roja (esto último es únicamente para el papel, la película fotográfica no puede exponerse a la luz de seguridad ya que se vela). La caja tiene que estar bien sellada en todos sus lados para que no entre la luz y no vele así el material sensible.

## Edición digital

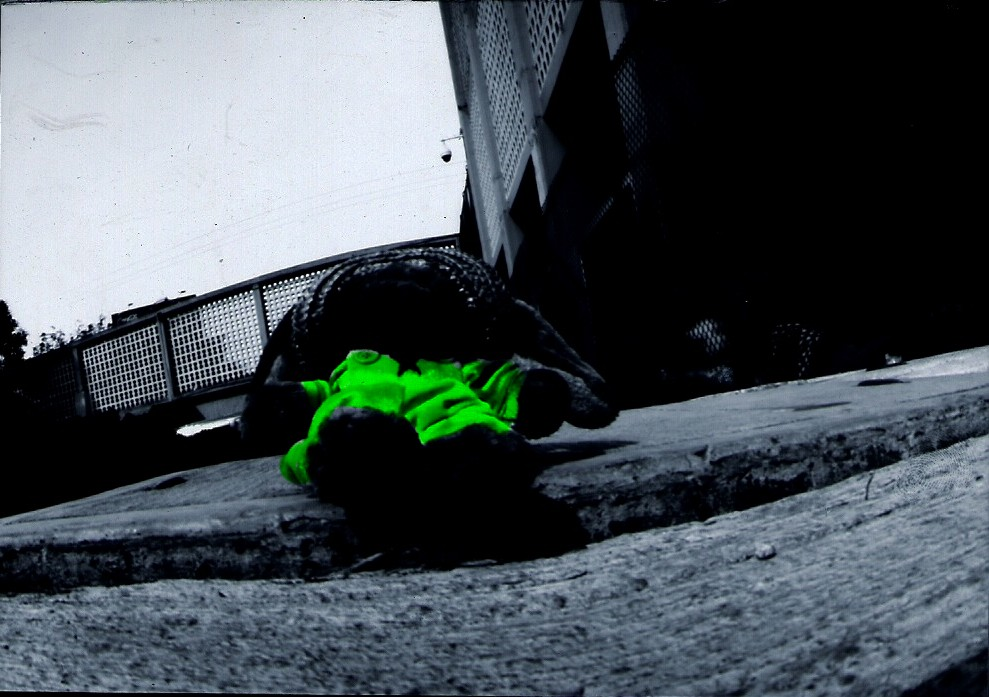

Una fotografía estenopeica se puede editar digitalmente escaneando la imagen (obtenida una vez revelado el material sensible, sea papel o película) y después editar en algún software editor de imágenes como Gimp o Photoshop.